# COCIR
COCIR est le Comité européen de coordination de l'industrie  radiologique, électromédicale et de technologies de l'information pour les soins de santé. 

## Présentation
COCIR est une association professionnelle sans but lucratif fondée en 1959 qui représente l' industrie des technologies médicales en Europe. Depuis 2006, le siège social de la COCIR est situé à Bruxelles. 
En 2007, Heinrich von Wulfen en est devenu le président en succédant à Frank Anton.
Le COCIR est membre du Groupe européen de l'industrie des dispositifs médicaux (en) (EMIG).